# Hawaii-Flügelrossfisch
Der Hawaii-Flügelrossfisch (Eurypegasus papilio) ist eine Art aus der Familie der Flügelrossfische (Pegasidae) und kommt nur im nördlichen Zentralpazifik bei Hawaii endemisch vor.

## Merkmale
Der Hawaii-Flügelrossfisch wird etwa 7,6 Zentimeter lang. Wie alle Flügelrossfische besitzt er eine auffällige, lang ausgezogene und röhrenförmige Schnauze. Der Körper ist rundlich, auf der Rückenseite mit höckerigen Erhebungen versehen und deutlich vom Schwanzflossenstiel abgesetzt. 
Er ist durch drei Paar dorsolaterale (an den Seiten des Rückens gelegene) und vier Paar ventrolaterale (an den Seiten des Bauchs gelegene) Knochenplatten gepanzert. Die am Bauch gelegenen Knochenkämme sind genau so groß wie die am Rücken gelegenen und mit seitlich gerichteten Dentikeln besetzt. Den Schwanzflossenstiel umgeben acht, in seltenen Fällen auch neun knöcherne Ringe. Mittig auf der Oberseite des letzten Knochenringes des Schwanzflossenstieles sitzt ein nach hinten gerichteter Dorn. Die Augen sind von oben nicht sichtbar, wohl aber von unten.
Der Hawaii-Flügelrossfisch ist auf dem Rücken und an den Körperseiten oliv bis gelboliv gefärbt, die Bauchseite ist weißlich. Drei undeutliche, doppelte, rötliche Bänder umschließen Rumpf und Schwanz. Die einzige Rückenflosse sitzt auf dem Schwanzflossenstiel und wird, wie auch die Afterflosse, von fünf weichen Flossenstrahlen gestützt. Die Brustflossen sind fächerförmig. Die Anzahl der Wirbel liegt bei 19.

## Verbreitung und Lebensweise
Der Hawaii-Flügelrossfisch kommt bodennah in Tiefen von 80 bis 290 Metern (meist oberhalb von 115 Metern) bei Hawaii im nördlichen Zentralpazifik vor. Im übrigen tropischen Indopazifik wird er durch seine Schwesterart Eurypegasus draconis ersetzt (vikariierende Arten). Larven und Jungfische leben planktonisch und werden oft mit Planktonnetzen aus dem Neuston gefischt.